# Morro do Diabo
Morro do Diabo är en kulle i Brasilien.   Den ligger i kommunen Teodoro Sampaio och delstaten São Paulo, i den södra delen av landet, 900 km sydväst om huvudstaden Brasília. Toppen på Morro do Diabo är 347 meter över havet.
Terrängen runt Morro do Diabo är platt. Närmaste större samhälle är Teodoro Sampaio, 17,4 km öster om Morro do Diabo.
I omgivningarna runt Morro do Diabo växer i huvudsak städsegrön lövskog. Runt Morro do Diabo är det glesbefolkat, med 15 invånare per kvadratkilometer.